# John Fetterman
John Karl Fetterman (født 15. august 1969) er en amerikansk politiker, som siden 3. januar 2023 har været juniorsenator fra Pennsylvania. Før det var han viceguvernør i Pennsylvania fra 2019 til 2023. Fetterman bliver beskrevet, som en progressiv demokrat, som går ind for ind for en minimumsløn på 15$ i timen, afskaffe dødsstraf, legalisere cannabis og sundhedspleje som en ret.
1. ↑  www.huffpost.com, hentet 8. februar 2021.
www.cbsnews.com, hentet 8. februar 2021.
www.youtube.com, hentet 12. februar 2021 (fra Wikidata).